# Münchenbernsdorf (communauté)
La Communauté d'administration de Münchenbernsdorf (Verwaltungsgemeinschaft Münchenbernsdorf), formée en 1995, réunit huit communes de l'arrondissement de Greiz en Thuringe. Elle a son siège dans la ville de Münchenbernsdorf.

## Géographie

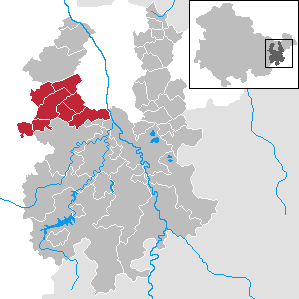
La communauté d'administration de Mûnchenbernsdorf

La communauté regroupe 6 126 habitants en 2010 pour une superficie de 69,61 km2 (densité : 88 habitants/km2).
Elle est située dans le nord-ouest de l'arrondissement, entre la ville de Gera à l'est et l'arrondissement de Saale-Holzland à l'ouest. 
Communes (population en 2010) : 
- Bocka (510) ;
- Hundhaupten (369) ;
- Lederhose (281) ;
- Lindenkreuz (482)
- Münchenbernsdorf (3 080) ;
- Saara (577) ;
- Schwarzbach (224) ;
- Zedlitz (671).

## Histoire
La communauté a été créée en 1995. En 1999, la commune de Zedlitz s'y est intégrée.

## Démographie
| 1995  | 2000  | 2005  | 2010  |
| ----- | ----- | ----- | ----- |
| 6 962 | 7 319 | 6 737 | 6 126 |